# Пряма лопата

Пряма́ лопа́та (англ. power shovel, face (dipper) shovel, front shovel, нім. Hochlöffel(bagger) m, Hochschaufel f) — робоче обладнання одноковшового екскаватора, що забезпечує копання рухом стріли з ковшем від машини і догори, як правило, вище рівня її встановлення. Використовується на кар'єрах. Місткість ковша до 137,8 м3.